# Chlanidophora patagiata
Chlanidophora patagiata là một loài bướm đêm trong họ Noctuidae.